# أشانت جونسون
أشانت جونسون (بالإنجليزية: Ashante Johnson)‏ مواليد 12 مايو 1976 في سان دييغو، هو لاعب كرة سلة أمريكي معتزل. بدأ مسيرته الاحترافية في سنة 2000. يبلغ طوله 6 قدم 9 بوصة (2.1 م). اعتزل اللعب في 2010.

## المسيرة الاحترافية
لعب مع جاي دي أيه ديجون في الدوري الفرنسي في سنة 2000، ثم لعب مع نادي تامبيرين بيرينتو لكرة السلة في موسم 2001–2002، ثم لعب مع نادي نيمبورك لكرة السلة من سنة 2002 إلى 2005، ثم لعب مع بنفيكا لكرة السلة في موسم 2006–2007.

## روابط خارجية
- أشانت جونسون على موقع كرة السلة الأوروبية.كوم (الإنجليزية)
- أشانت جونسون على موقع كلية كرة السلة في سبورتس رفرنس.كوم (الإنجليزية)
- أشانت جونسون على موقع ريلجم (الإنجليزية)
- أشانت جونسون على موقع بروبوليرز (الإنجليزية)